# حرم‌سرا

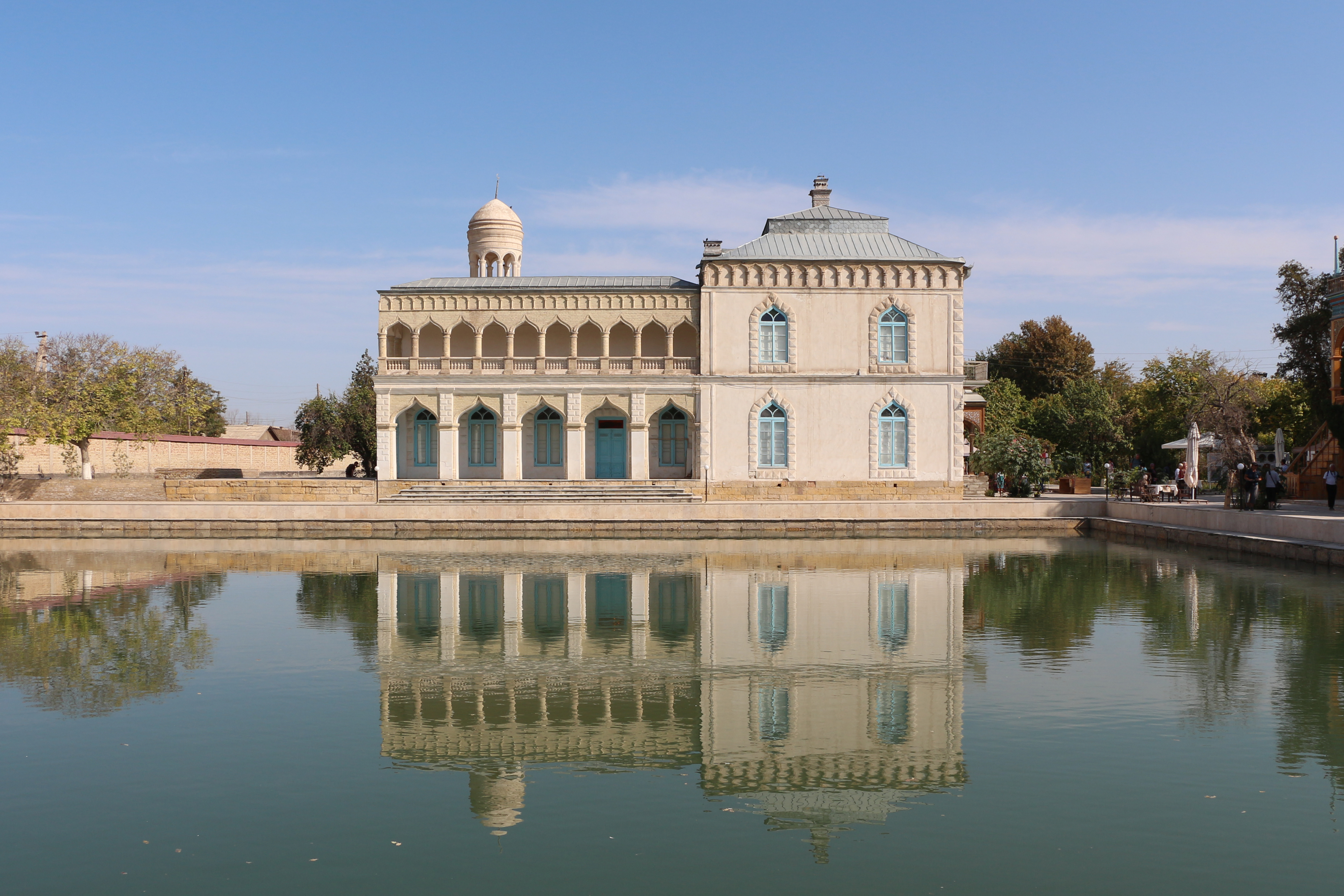
حرم‌سرای کاخ تابستانی ستاره ماه‌خاصه در شهر بخارا.

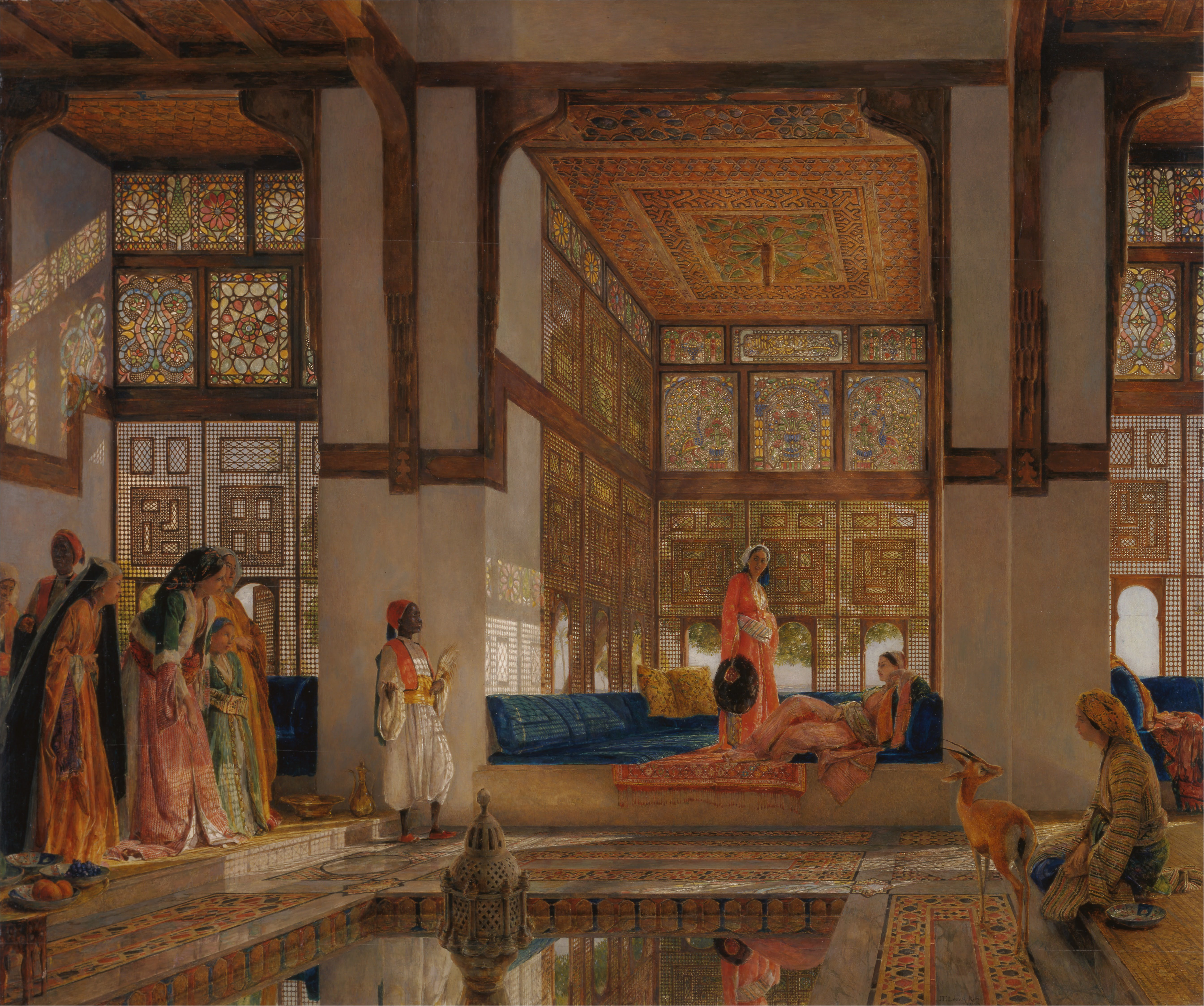
مهمانی، نام اثری است از اندرونی یک حرم‌سرای عثمانی که در سال۱۸۷۳ میلادی، توسط جان فردریک لوئیز، نقاش شرق‌شناس انگلیسی خلق شد. این اثر اکنون در مالکیت مرکز هنر بریتانیا در ییل قرار دارد.

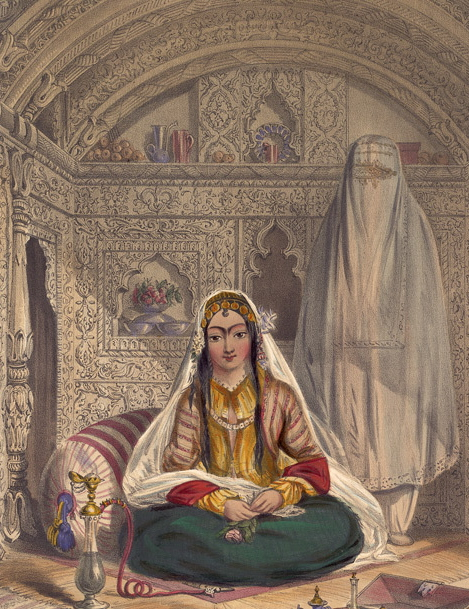
بانوان کابل (لیتوگراف اثر جیمز رتری در ۱۸۴۸) کشف حجاب در اندرونی زنانه

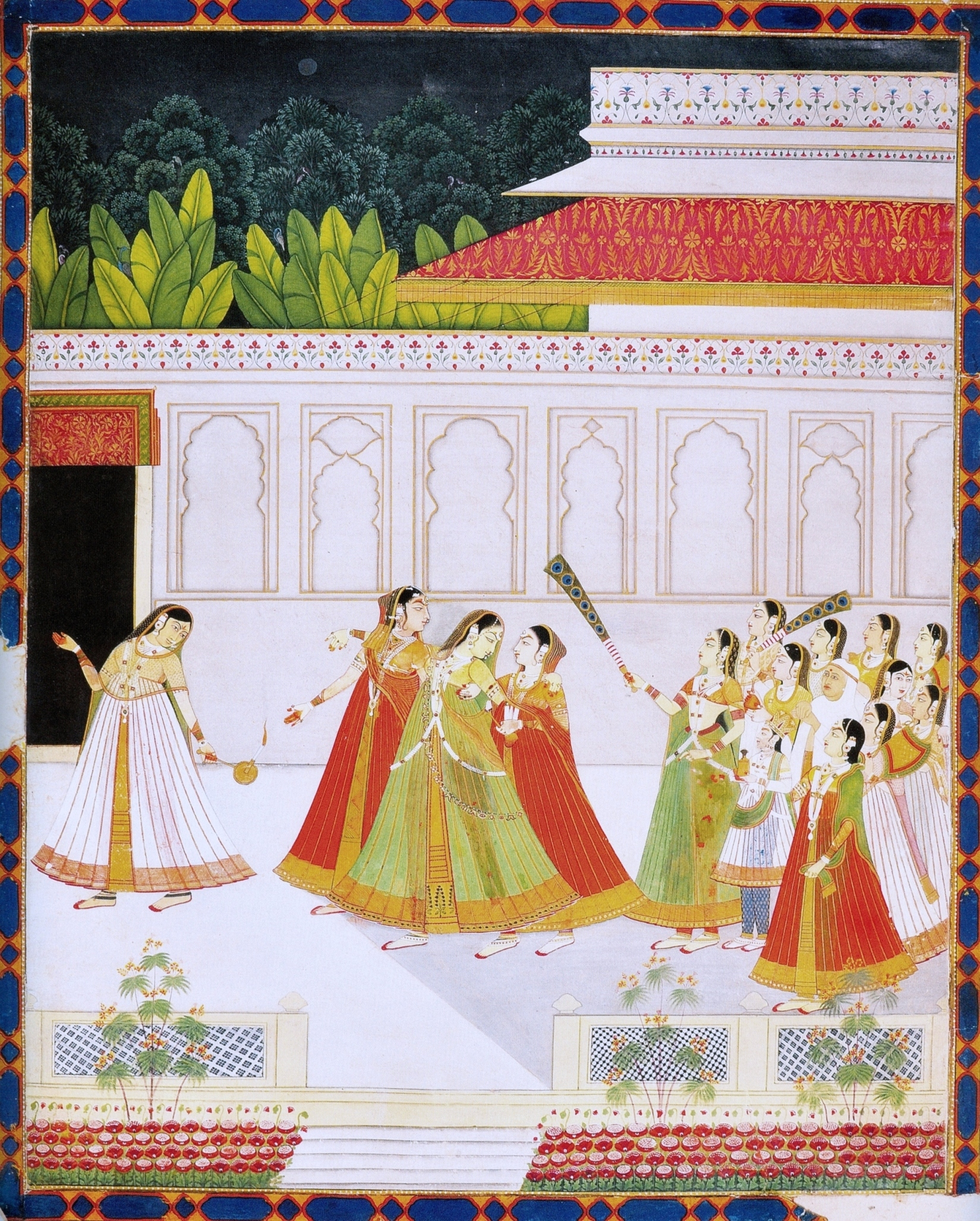
تازه‌وارد به حرم شاهزاده. جیپور، اواخر سده ۱۸، موزه ملی دهلی نو

حَرَم‌سَرا، شبستان جایی برای زنان در یک خانواده مسلمان است . نهادهای مشابه در دیگر تمدن‌های مدیترانه و خاورمیانه، به‌ویژه در میان خانواده‌های سلطنتی و طبقات بالا، رایج بوده‌است. در این نهادها، حرم‌سرا جایی در کاخ بود که زنان و کنیزهای شاه، سلطان یا خلیفه در آن زندگی می‌کردند.

## شبستان‌های ایران
شبستان در دربار پادشاهان ایران از دورهٔ هخامنشی تا پایان دورهٔ قاجار کمابیش متداول بوده‌است به صورتی که تا پایان دوره قاجار رایج بود. رضاشاه تنها پادشاهی بود که بدون هیچ شرطی حرم‌سرا را تعطیل کرد و حرم‌سرا نداشت. پلوتارک به تشریح حرم‌سرای اردشیر دوم شاه هخامنشی پرداخته و می‌گوید خواجگان حرم‌سرا در آن زمان دارای قدرت فراوان بوده‌اند. از حرم‌سرای پادشاهان اشکانی و ساسانی اطلاعات دقیقتری در دست است که از جمله می‌توان به حرم‌سرای خسرو پرویز پادشاه ساسانی که در آن بیش از هزار زن زیبا و دلربا از سراسر جهان در آن بوده‌اند، اشاره کرد؛ که زیباترین زن جهان یعنی شیرین همسر موردعلاقه خسرو پرویز هم در آن جا بوده‌است که او را با زیبای فوق‌العاده و بی حدومرز خیره کنند که در هیچ جای تاریخ و جهان چون او نبوده‌است ذکر کرده‌اند.
در دوران پس از اسلام، حرم‌سرا به عالی‌منصبان محدود نماند و حتی برخی مردم عادی نیز اقدام به ازدواج با چند زن به صورت دائم و موقت نمودند. این سنت در دوران صفوی به اوج رسید و شاه عباس بزرگ دارای حرم‌سرای بزرگی بود و هر از چندی دختران زیبا را در هشت‌بهشت جمع می‌کردند تا شاه، زنان نو خود را از میان آنها انتخاب کند.
این سنت تا عهد محمدعلی‌شاه قاجار در ایران ادامه داشت. خود محمدعلی‌شاه پس از ازدواج با دخترعموی خود، ملکه جهان، دیگر ازدواج نکرد و، طبق شرط ملکه جهان، همسر صیغه‌ای خود را نیز طلاق داد. ولی جد او، فتحعلی‌شاه قاجار، به قولی ۱۶۹ همسر صیغه‌ای و عقدی داشت و برای اینکه بین آمیزش با همسرانش فاصله زمانی زیادی نیفتد از وسیله‌ای استفاده می‌کرد که استفاده از آن بعداً در حرم‌سرای ناصرالدین‌شاه، که ۸۴ زن داشت، هم استفاده می‌شد و به همین دلیل به سرسره ناصرالدین‌شاه شهرت یافت. بسیاری از صاحب‌نظران پرداختن بیش از حد پادشاهان ایرانی به زنان و خوش‌گذرانی را یکی از عوامل مهم پس‌ماندگی ایران می‌دانند.

## شبستان‌های عثمانی
بزرگ‌ترین شبستانها، در کاخ توپ‌قاپی و کاخ دلمه‌باغچه در استانبول هستند. در کاخ توپ‌قاپی، زنان سوزن‌دوزی، رقص، موسیقی و آرایش را می‌آموختند. مادر سلطان، که والده سلطان نامیده می‌شد، قدرتمندترین زن حرم و معمولاً قدرتمندترین زن کل امپراتوری عثمانی بود. زنانی که برای سلطان پسرانی به دنیا آورده بودند، خاصگی سلطان نامیده می‌شدند و در مرتبه بعدی قدرت قرار داشتند. زنان اجازه خروج از شبستان را نداشتند، و خواجگان سیاه‌پوست از مصر و حبشه از آن‌ها مراقبت می‌کردند. زمانی که یک والده سلطان فوت می‌کرد، گردانندگی شبستان بر عهده خاصگی سلطان بود و کسی که سرپرستی شبستان را برعهده داشت قدرتمندترین زن شبستان و امپراتوری عثمانی محسوب می‌شد و هیچ‌کس توان رویارویی با آن را نداشت و اجازه دخالت در برخی از کارهای سیاسی را داشت و رسماً به سلطان مشاوره می‌داد.

## شبستان‌های گورکانی
همسران پادشاه، صیغه‌ها، دختران رقصنده و برده‌ها تنها زنان حرم‌سرا گورکانی نبودند. بسیاری دیگر از جمله مادران شاه در حرم‌سرا زندگی می‌کردند. خاله‌ها، مادربزرگ‌ها، خواهران، دختران و دیگر اقوام زن شاه همه در حرم‌سرا زندگی می‌کردند. فرزندان مذکر نیز تا بزرگ شدن در حرم‌سرا زندگی می‌کردند. در محدوده حرم‌سرا بازارها، مغازها، رخت‌شورخانه‌ها، آشپزخانه‌ها، زمین‌های بازی، مدارس‌ها و حمام‌ها قرار داشتند. حرم‌سرا دارای سلسله مراتب بود، که مقامات اصلی آن همسران و خویشاوندان زن امپراتور بودند و در زیر آنها صیغه‌ها قرار داشتند، حرم‌سرا توسط مادربزرگ، مادر، همسر، خواهر، خاله، عمه، یا دختر پادشاه اداره می‌شد و اگر کسی این وظیفه را بر عهده می‌گرفت هیچ‌کس توان مقابله با او را نداشت.
زنان جنگجو طبقه زنانی بود که برای محافظت از امپراتور و ساکنان زنانه اختصاص داشتند. از آنجا که زنان دربار مغول زندگی می‌کردند که در زیر پرده‌های توقیف شده اداره می‌شدند، اداره محله‌های زندگی آنها توسط زنان اداره می‌شد. تقسیم وظایف اداری عمدتاً توسط چشم‌انداز اکبر، که زنان خود را از بیش از ۷۰۰۰ زن و خدمتکار نجیب سامان داده بود، دیکته شد. زنانی که وظیفه محافظت از خانه بانوان را بر عهده داشتند، معمولاً با منشأ حبشی، تاتاری، ترکی و کشمیری بودند. زنان کشمیری به دلیل عدم مشاهده پوردا انتخاب شدند. بسیاری از زنان به عنوان برده خریداری می‌شدند و برای سمت خود آموزش می‌دیدند.
معدود زنان حرم‌سرا گورکانی می‌توانند از قدرت سیاسی بسیار عظیم و فزاینده استفاده کنند. نورجهان، همسر اصلی و موردعلاقه جهانگیر شاه، در دورانی که امپراتوری گورکانی در اوج قدرت و جلال خود بود، قدرتمندترین و تأثیرگذارترین زن دربار امپراتوری بود. قاطعانه تر، پیشگیرانه تر و فعال تر از همسرش، وی را مورخان می‌دانند که بیش از پانزده سال حاکم واقعی پشت و بعداً بر روی تاج و تخت بوده‌است. به نورجهان افتخارات و امتیازات بسیار زیاد خاصی اعطا شد که هرگز از هیچ ملکه گورکانی قبل یا بعد از آن اعطا نشده بود.
نور جهان تنها ملکه گورکانی بود که نامش بر روی سکه‌ها زده بود. او غالباً هنگام حضور امپراتور در دربار حضور می‌یافت، و حتی هنگامی که امپراتور ناخوشایند بود، به‌طور مستقل دادگاه را برگزار می‌کرد. وی به دلیل داشتن مسئولیت و نگهبانی مهر امپراتوری به وی در امور حکومتی پاسخ داده می‌شد که دلالت بر آن را داشت که بدون رضایت و تعیین وی قبل از صدور هرگونه سند یا حکم دولتی
اعتبار قانونی ندارد و باید امورات صادر شده با تعیین وی انجام شود. امپراتور قبل از صدور دستورهای خود نظرات نورجهان را در کلیه امور جستجو کرد. تنها دیگر ملکه گورکانی که برای فرمان دادن دولت چنین اراده‌ای را از طرف همسرش داشت، برادرزاده نورجهان، ممتاز محل، بود که شاه جهان بعد از مرگش تاج محل را به عنوان مقبره بنا کرد. با این حال، ممتاز هیچ توجهی به امور کشوری نکرد و بنابراین نور جهان در سالنامه‌های امپراتوری گورکانی به دلیل نفوذ سیاسی که در دست داشت، بی نظیر است، هر چند زنان دیگری نیز بودند که به غیر از نورجهان و ممتاز محل از قدرت و نفوذ سیاسی قدرتمند برخوردار بود برای نمونه می‌توان به دختران شاه جهان و ممتاز محل یعنی جهان آرا بیگم و روشن آرا بیگم اشاره کرد که از جایگاه ویژه و نیرومندی در دربار سلطنتی برخوردار بودند و در هر کاری مداخله گسترده‌ای می‌کردن، تنها دیگر ملکه ای که از قدرت سیاسی برخوردار بود بادشاه بیگم بود که در زمان سلطنت همسرش محمد شاه گورکانی تأثیر عمده ای داشت و حتی او بود که احمد شاه را بعد از مرگ محمد شاه به سلطنت رساند، هر چند دخالت زنان از دوره اکبر هم موجود بوده‌است به عنوان مثال زمانی که سلیم بعد جهانگیرشاه در زمان سلطنت پدرش اکبر برای تاج و تخت شورش کرد و مشاوره موردعلاقه اکبر را ترور کرد فقط رقیه سلطان بیگم و سلیمه سلطان بیگم بودند که میانجیگری کردن و خواستار بخشش برای سلیم شدند که مورد قبول اکبر واقع شد.

## نگارخانه

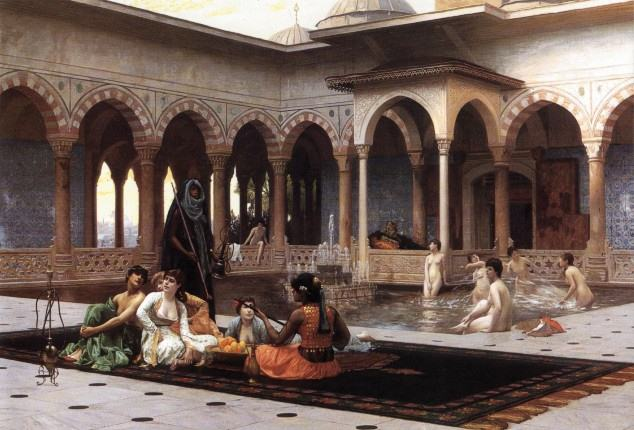
Terrace of the Seraglio, ژان لئون ژروم، 1824–1904, French
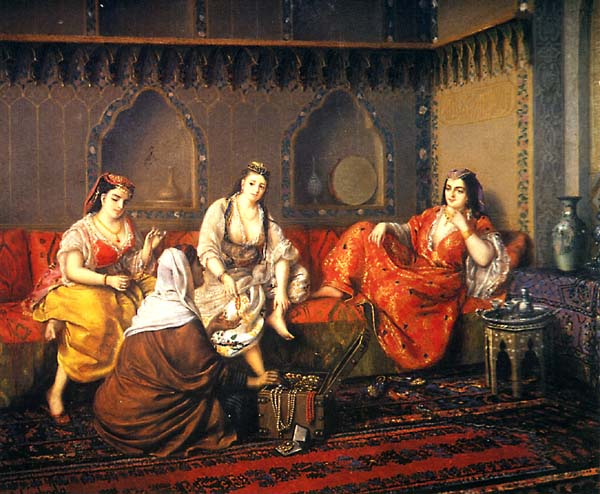
Shopping in the Harem, Rudolf Swoboda, 1859-1914, Austrian
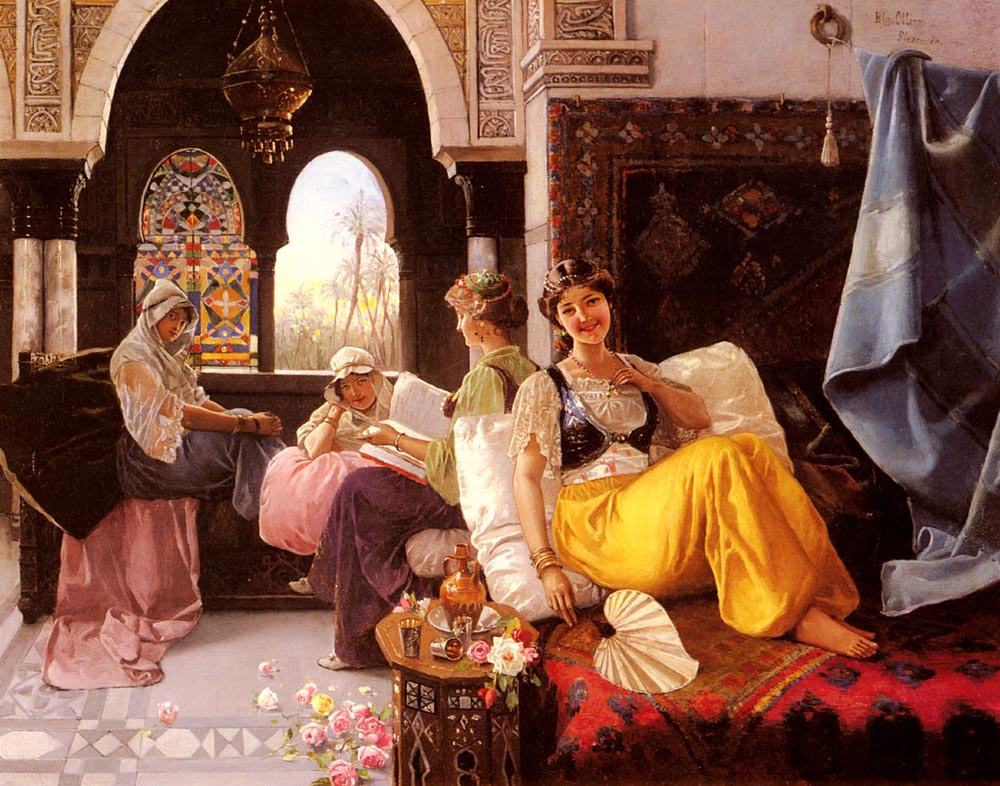
Harem Scene, Quintana Olleras, 1851-1919, Spanish
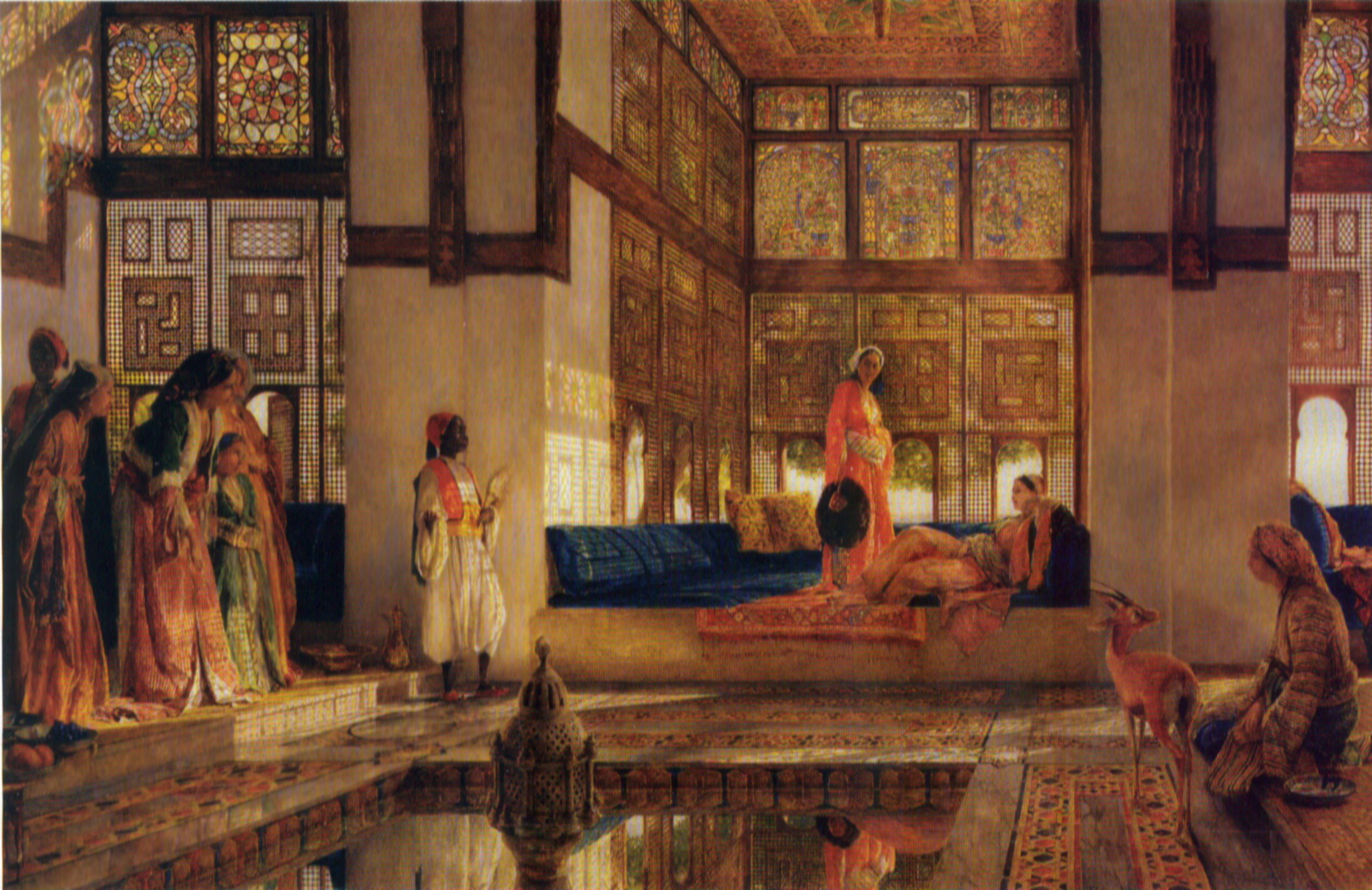
The Reception, جان فردریک لوئیز، 1805-1875, English
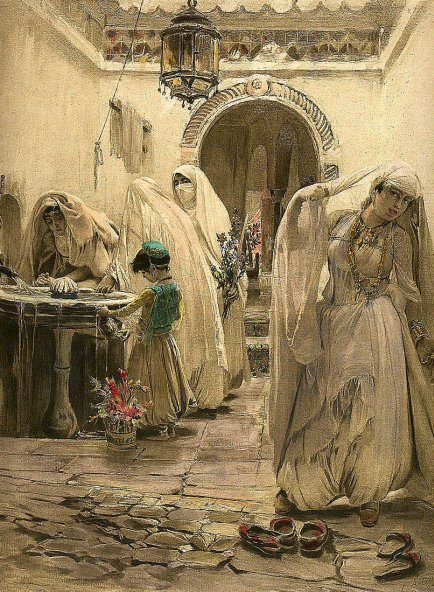
The Harem Fountain, Frederick Bridgeman, 1847-1928, American
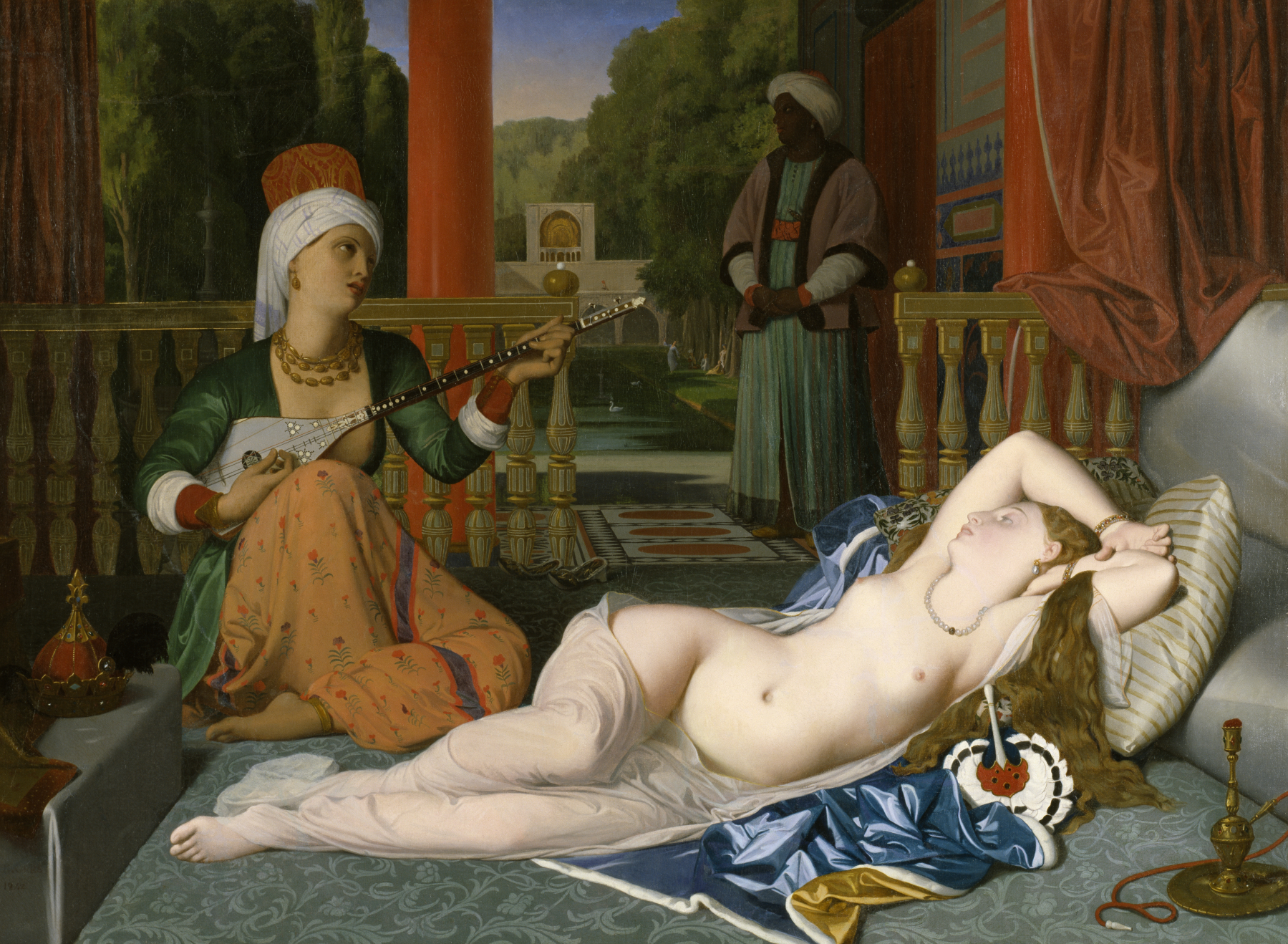
زن حرمسرا و برده, ژان اگوست دومینیک انگر
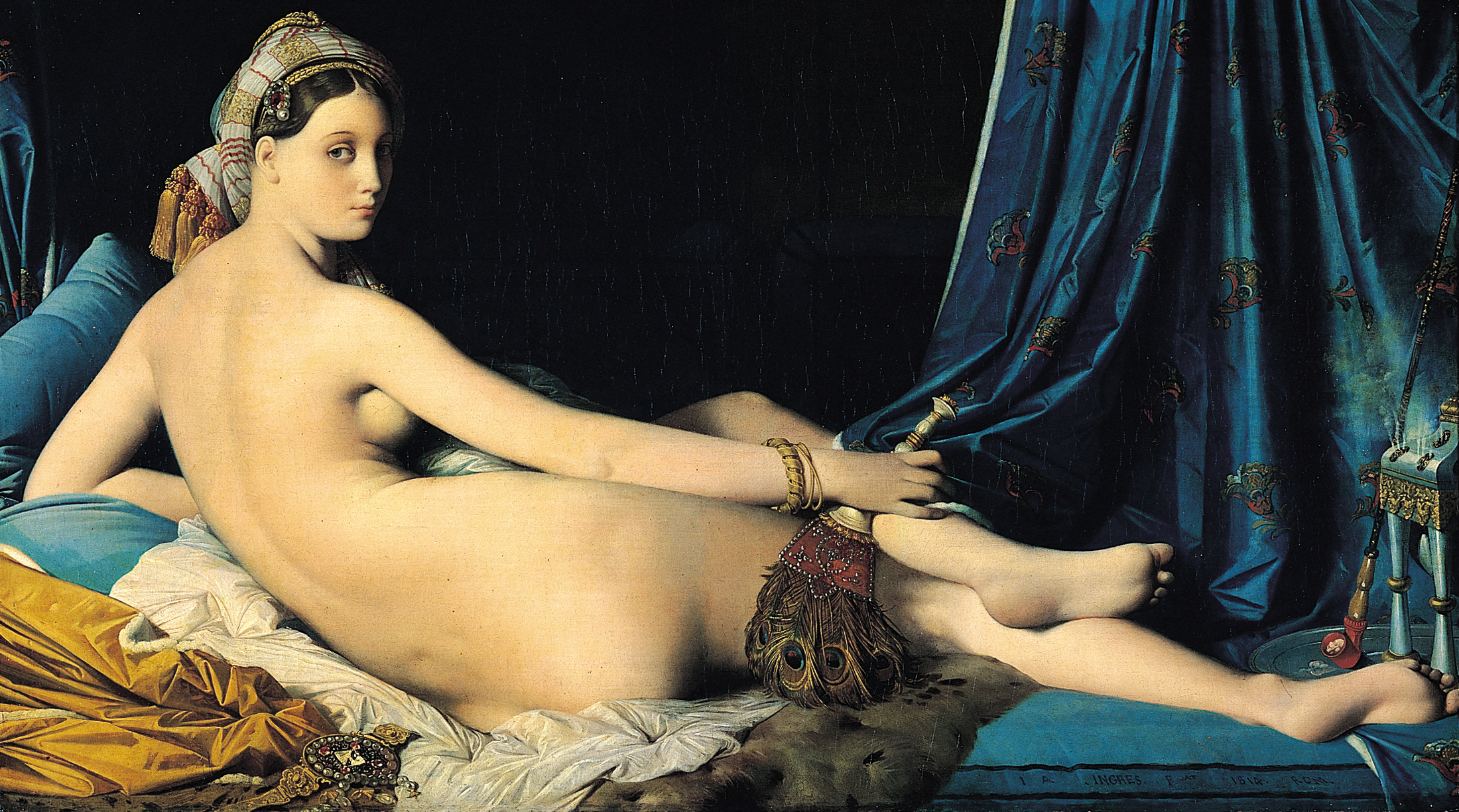
زن حرمسرای زیبا, ژان اگوست دومینیک انگر
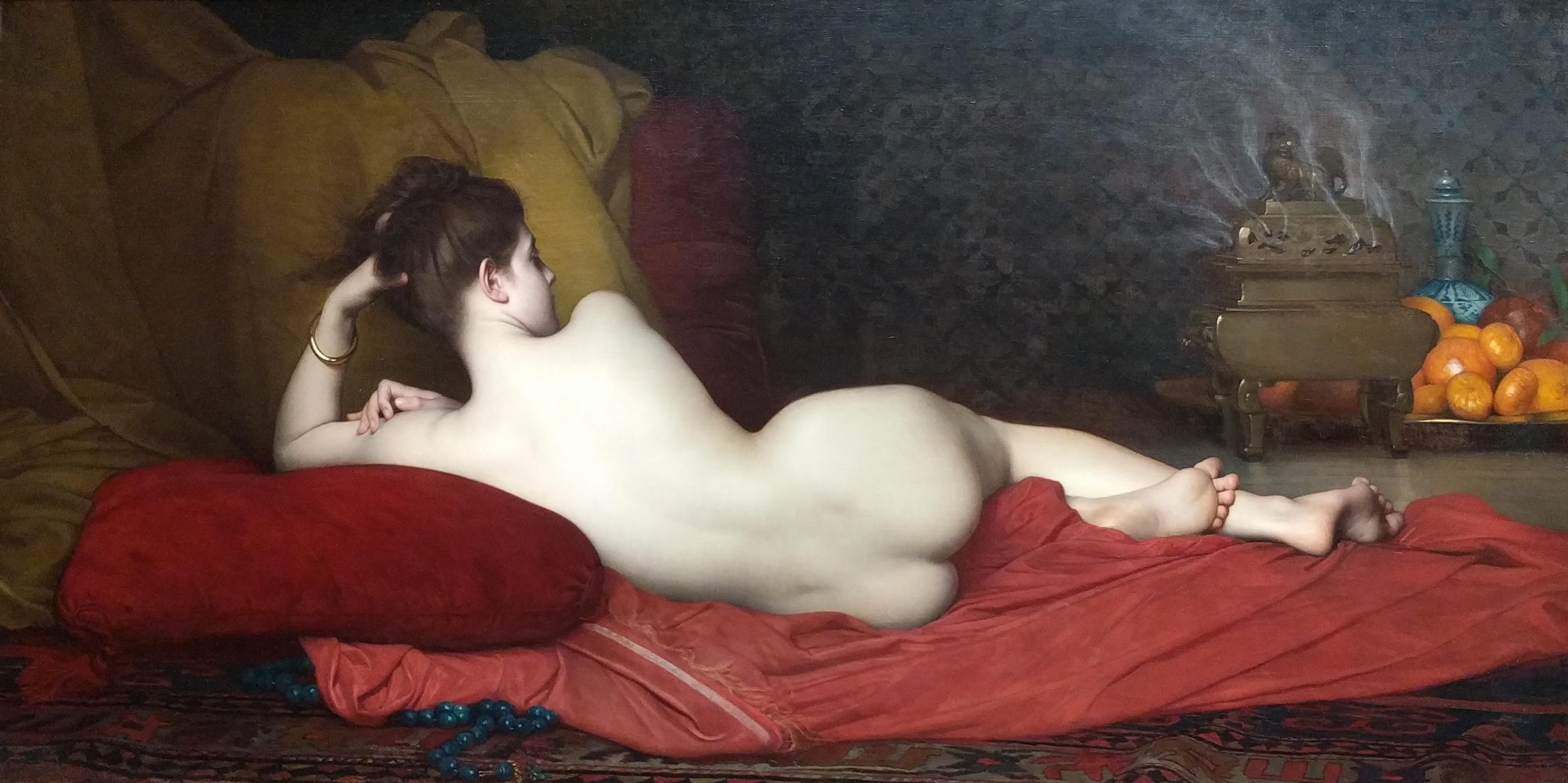
زن حرمسرا, ژول جوزف لوفور
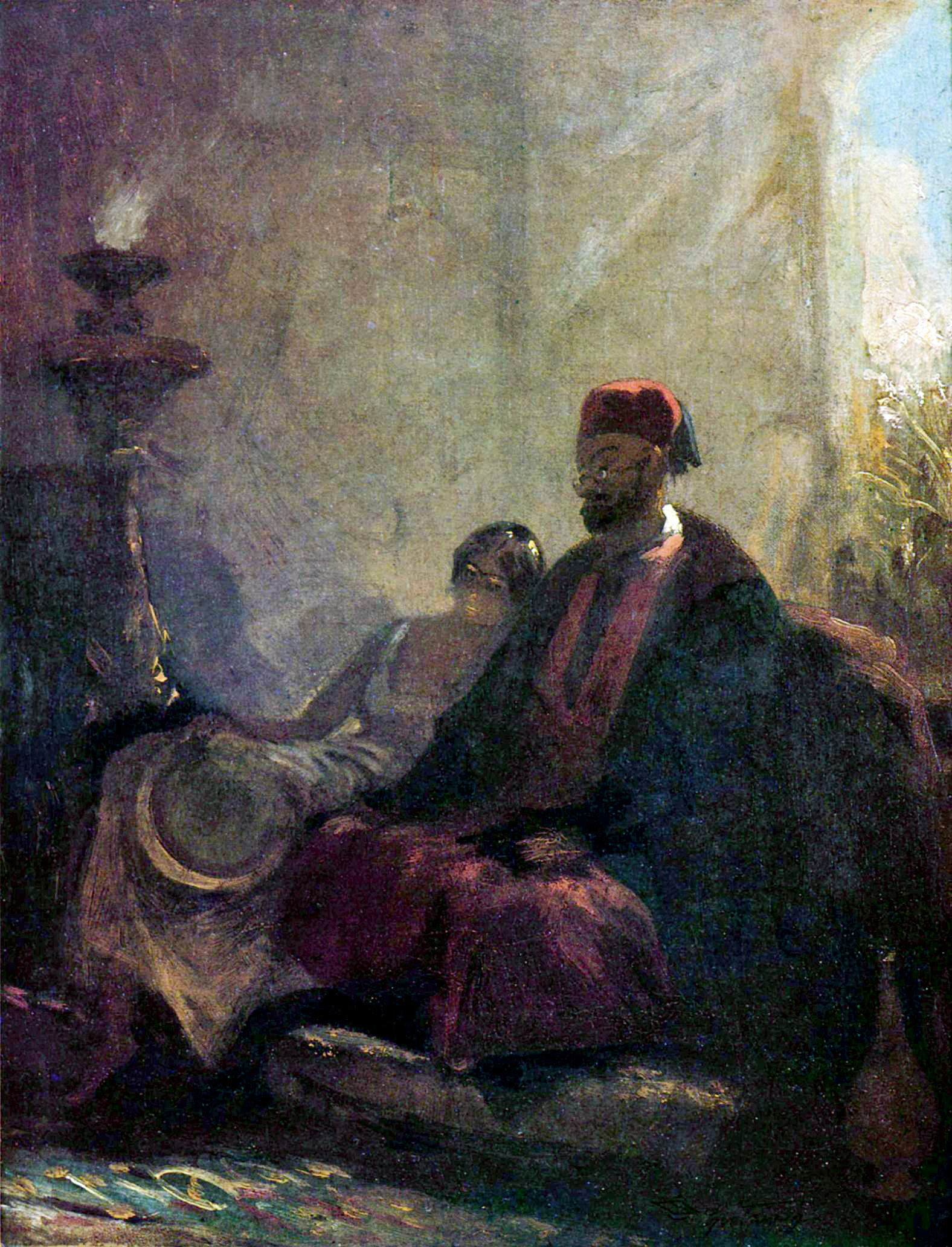
Im Harem (In the Harem), کارل اشپیتسوگ
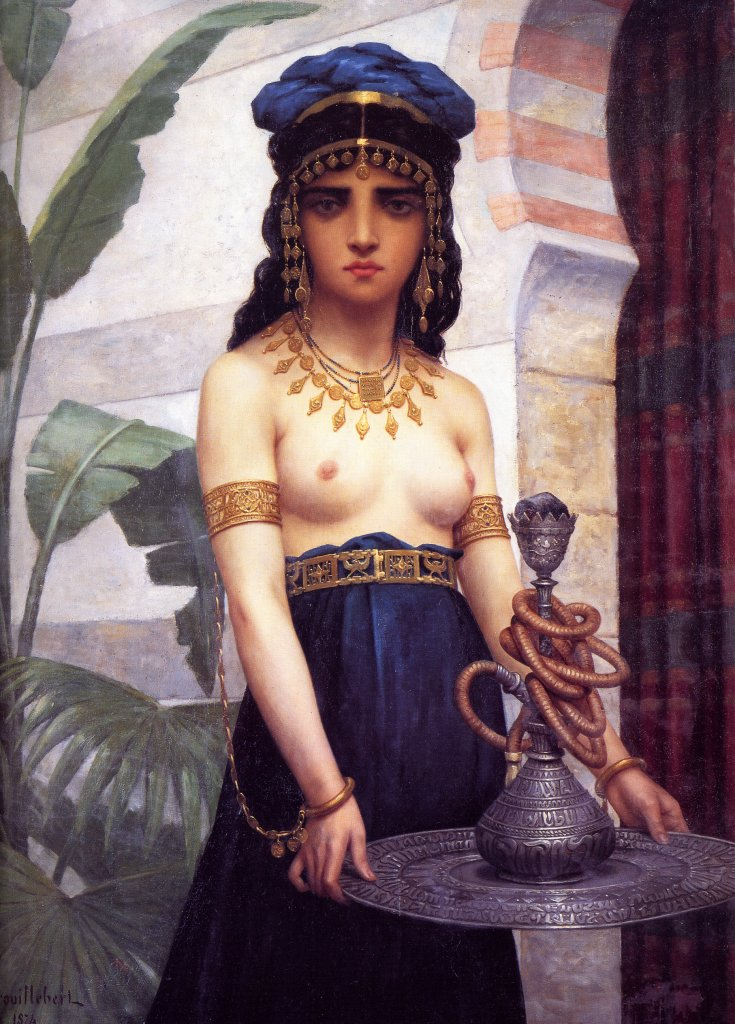
The Harem Servant, پل ترویلبرت، 1829-1900, French
The Slave Market, ژان لئون ژروم، c. 1884
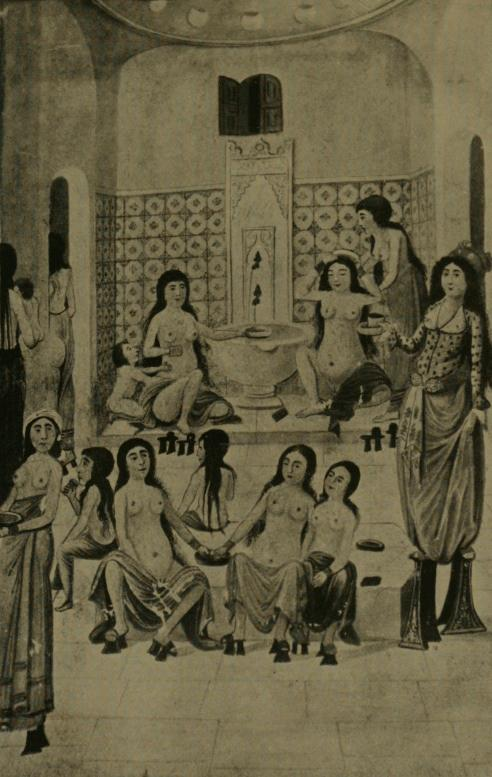
A harem bathhouse, from manuscript of the Zanan Nameh by Fazil Yildiz, دانشگاه استانبول.
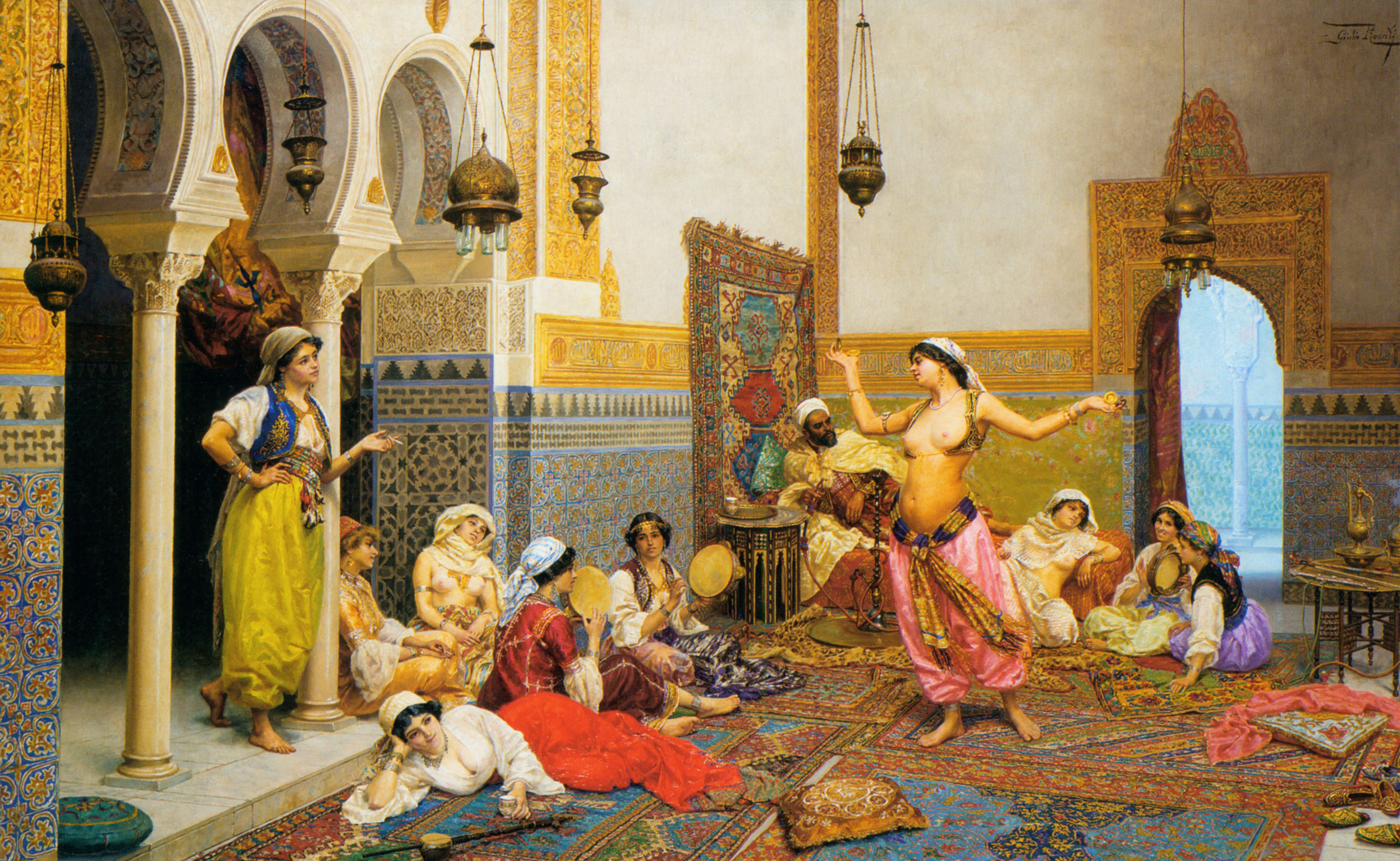
The Harem Dance (Giulio Rosati)
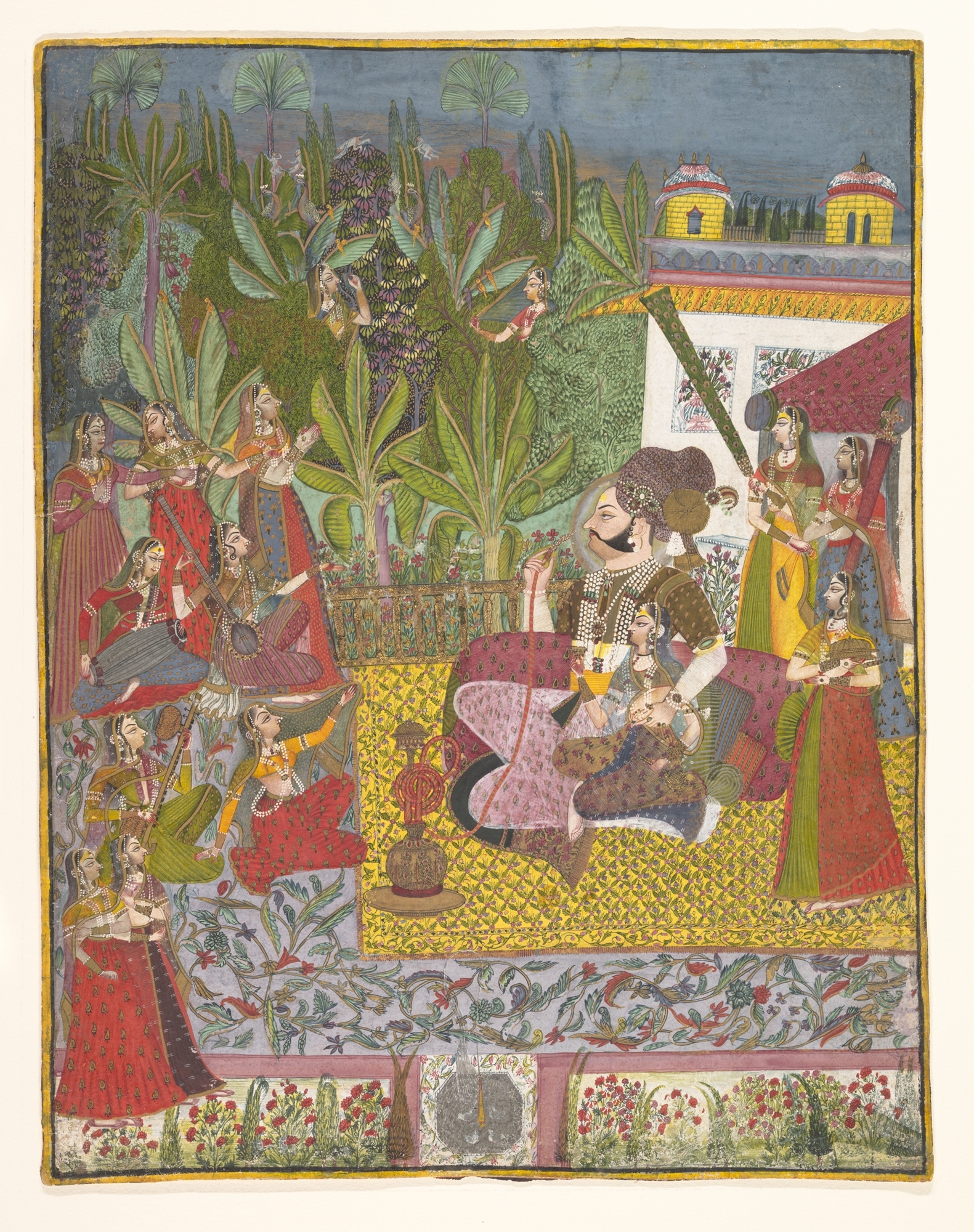
Maharaja Bijay Singh in His Harem, ca. 1770
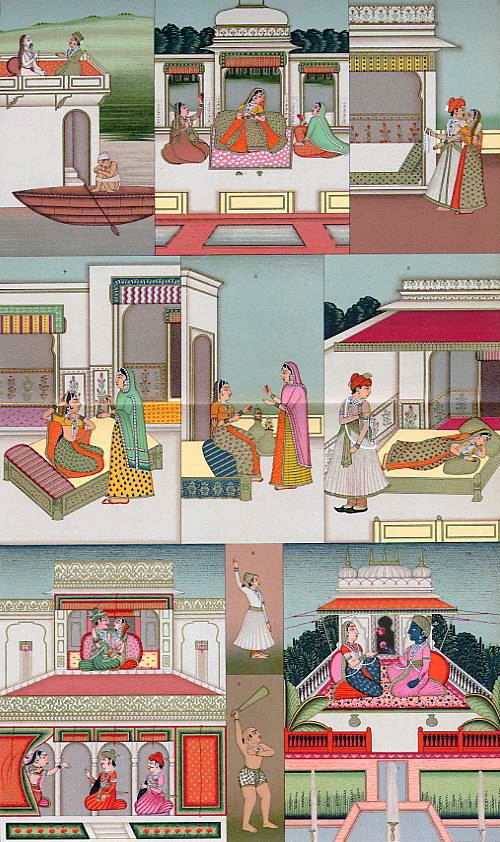
Mughal Interiors from the book of Le Costume Historique c. 1876
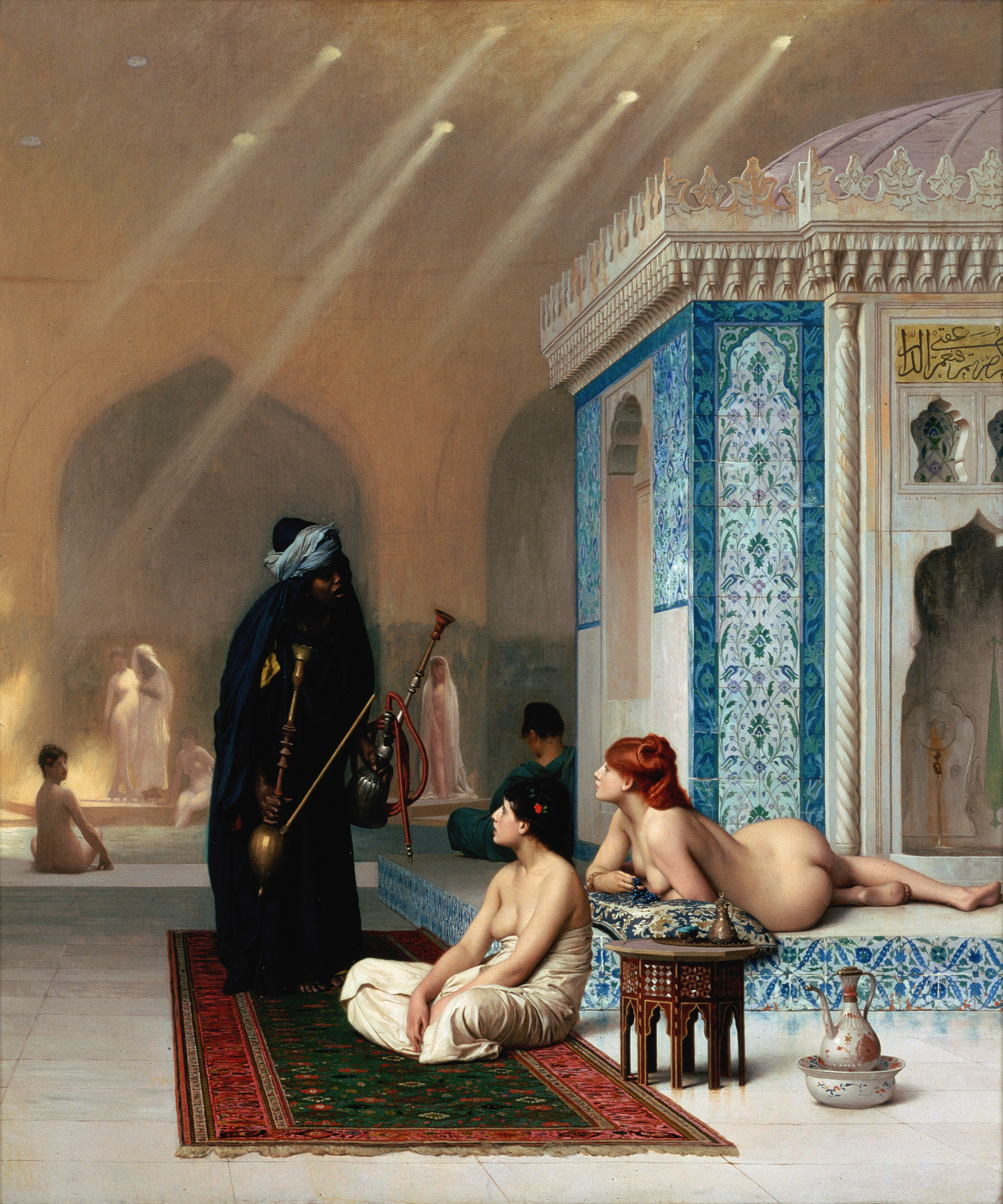
استخرِ شبستان، نام اثری است از ژان-لئون ژروم، نقاش و تندیس‌گر مشهور فرانسوی.
اثر برده‌ای را در حین خدمت به زنان حَرم‌سرا در حمام ترکی حرم‌سرای عثمانی به تصویر کشیده‌است.
این اثر اکنون در موزه ارمیتاژ در سن پترزبورگ نگه‌داری می‌شود.